# Cultura d'El Argar

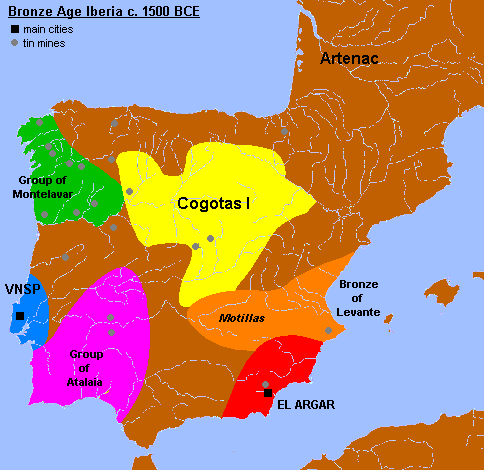
La civilització del Argar era un centre de l'edat del bronze ibèrica

El Argar és el nom d'una primitiva cultura de l'edat del bronze a la província d'Almeria, anomenada cultura argàrica o cultura d'El Argar, que va florir al sud-est de la península Ibèrica entre vers el 1800 aC i el 1300 aC. S'hauria originat arran probablement d'una nova onada d'emigrants orientals buscadors de metalls, que va substituir la cultura de Los Millares, d'hàbils metal·lúrgics. Va durar uns 500 anys.
La cultura argàrica es caracteritza per la seva primerenca adopció del bronze, que breument permetia a aquesta tribu la dominació local sobre altres poblacions calcolítiques del coure. El Argar també desenvolupava tècniques sofisticades de ceràmica i comerciaren amb altres tribus de la mar Mediterrània. El poble que va desenvolupar aquesta cultura eren gent forta i pròspera, que construïen poblats fortificats. Disposaven d'armes i objectes de bronze. Sembla que el seu origen es podria buscar en les planes anatòliques, zona que presenta moltes analogies amb la cultura argàrica. Sembla que es van traslladar des d'allí en petits grups de buscadors de metalls, i probablement varen conservar el contacte amb la seva terra d'origen, contacte que es va trencar després de poques generacions.
El Argar es desenvolupava a partir de la civilització anterior de Los Millares, però mostra influències mediterrànies clares micèniques. El centre d'aquesta civilització es desplaça al nord i la seva extensió i influència és clarament més gran que la inicial. La seva mineria i metal·lúrgia avançaren força, amb bronze, plata i or que s'extreia i treballava per a armes i joies.
L'anàlisi de pol·len en un dipòsit de torba a la Cañada del Gitano, a la serra de Baza, suggereix que l'argàric esgotava els recursos naturals preciosos, ajudant a portar la seva pròpia ruïna. El bosc de roure caducifoli que cobria els pendents de la regió fou cremat, deixant una capa de carbó, i es va canviar per la garriga, planta mediterrània més adaptada al foc.
S'han trobat alguns elements que permeten entreveure un comerç amb Egipte, probablement interromput per les emigracions cretenques (segles xv i xiv aC) i el moviment del pobles del mar (segles XIII i XII aC). D'ambdós grups, degueren arribar emigrants a la península Ibèrica i és quasi segur que de la barreja dels elements cretencs i la gent del Argar va sorgir la cultura tartèssia, abans de l'arribada dels fenicis al segle xi aC, i de grups de pobles del mar i argàrics van poder sorgir els ibers i la cultura ibèrica, si bé sobre tot això hi ha diverses opinions dels historiadors i experts.

## Extensió

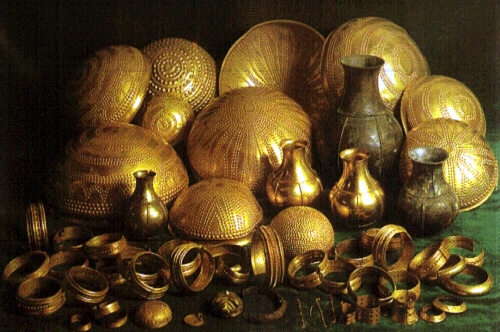
Tresor de Villena, la segona trobada més gran d'or a Europa. Se suposa que fou amagat pels habitants de Cabezo Redondo (prop de Villena)

La civilització del Argar es va estendre a tota la província d'Almeria, cap al nord a l'altiplà central, a gran part de la regió de Múrcia i cap a l'oest, a la província de Granada.
La seva influència cultural i possiblement política era molt més àmplia, clarament influí en l'est i sud-oest de la península (a l'Algarve), i possiblement en altres regions. Alguns autors, fins i tot, han suggerit que el Argar era un estat unificat.

## Principals ciutats argàriques
- El Argar: format irregular (280 x 90).
- Fuente Vermeja: petit lloc fortificat, a 3 km al nord d'El Argar.
- Lugarico Viejo: la ciutat més gran, molt a la vora de Fuente Vermeja.
- Puntarrón Chico: en la part superior d'un turó petit, prop de Beniaján (Múrcia).
- Ifre (Múrcia): en una elevació rocosa.
- Zapata (Múrcia): a 4 km a l'oest d'Ifre, fortalesa.
- Cabezo Redondo (Villena, província d'Alacant: un dels assentaments més grans, en una elevació rocosa prop d'una antiga llacuna salada).
- Gatas (a 4 km a l'oest de Mojácar, Almeria): ciutat fortificada en un turó amb canalitzacions d'aigua remarcables.
- El Oficio (a 9 km al nord de Villaricos, Almeria): sobre un turó ben defensat i fortificat, de manera especial cap al mar.
- Cerro de las Viñas, Coy.
- Fuente Álamo (a 7 km al nord de Cuevas de Almazora, Almeria): la ciutadella és sobre un turó, mentre que les cases són en terrassa en el seu pendent del sud.
- Almizaraque (Almeria): una ciutat datada de la civilització de Los Millares.
- Cerro de la Virgen de Orce (Granada).
- Cerro de la Encina (Monachil, Granada).
- Cuesta del Negro (Purullena, Granada).

## Periodització
La cultura del Argar es divideix en dues fases, anomenades A i B.

### El Argar A
Aquesta fase començava al segle XVIII aC amb les primeres dates de C-14 calibrades que apunten a la primera part d'aquest segle: 
- 1785 aC (+/- 55 anys) en la transició del calcolític tardà-primera etapa de l'edat del bronze de Cerro de la Virgen de Orce, un lloc perifèric.
- 1730 aC (+/- 70 anys) a Fuente Álamo per el Argar A2, amb sis capes no datades d'A1.
- 1700 aC a Cuesta del Negro (un altre lloc perifèric), amb materials argàrics clars en la seva capa més baixa.

### El Argar B
Aquesta fase comença al segle xvi aC. La data de C-14 principal és de 1550 aC (+/- 70 anys) a Fuente Álamo per a la capa superior d'El Argar B2 (amb quatre capes sota la fase B més baixa). Unes altres dates estratigràfiques són una mica més recents, però no són confirmades per C-14.

### Fase post-argàrica
El Argar B acaba en el segle xiv o XIII aC, cedeix a una cultura post-argàrica menys homogènia. Una altra vegada Fuente Álamo donà la millor datació de C-14 amb 1330 aC (+/- 70 anys).

## Cultura material

### Metal·lúrgia
El Argar és el centre principal de la primera i mitjana edat del bronze a Ibèria. Metal·lúrgia de bronze i pseudobronze (aliat amb arsènic en comptes d'estany. Les armes són el producte metal·lúrgic principal: ganivets, alabardes, espases, punts de llança i fletxa, i destrals grans de vora curvilínia són abundants, no sols en l'àrea argàrica sinó també en qualsevol altre lloc a Ibèria. La plata també s'explota, mentre que l'or, que havia estat abundant en el període calcolític, es fa menys comú.

### Vidres
Un element significatiu són els trossos de vidre (de colors blau, verd i blanc) que es troben en aquesta cultura i que s'han relacionat amb descobriments similars a Egipte (Amarna), Micenes (datat del segle xiv aC), la cultura britànica de Wessex (datada del 1400 aC) i alguns llocs a França. No obstant això, alguns d'aquests trossos ja es troben en contexts calcolítics (lloc de La Pastora), que ha portat alguns a especular sobre una data anterior per a la introducció d'aquest material a Ibèria del sud-est (final del tercer mil·lenni aC).

### Altres béns fabricats

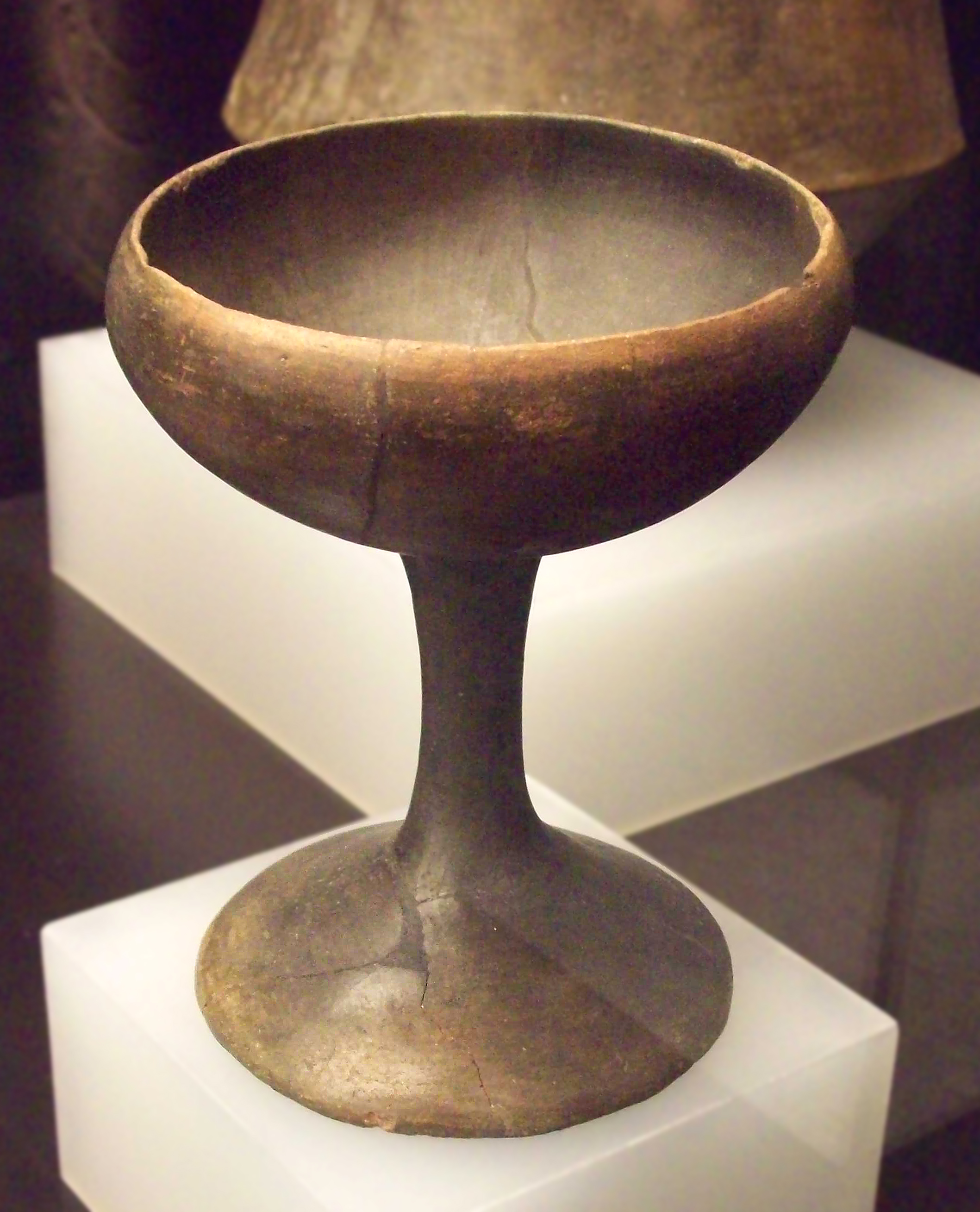
Gobelet argàric d'argila, MAN, Madrid

La ceràmica sofreix canvis importants, gairebé abandonant totalment la decoració i amb tipus nous.
La fabricació tèxtil sembla important; funciona de manera especial amb llana i lli. La fabricació de cistelles també sembla que hi hagi estat important, mostrant més abast i diversificació que en períodes previs.

## Costums funeraris
L'enterrament col·lectiu, tradició típica de la cultura megalítica europea és abandonat a favor d'enterraments individuals. El tholos són abandonats a favor de cistes o tines petites, sota les cases o fora. Aquesta tendència sembla que vingui de la Mediterrània oriental, més probablement de Micenes a Grècia (saltant per damunt de Sicília i Itàlia, on l'enterrament col·lectiu es conserva un temps encara).
De la civilització argàrica, aquesta nova forma d'enterrament s'estendrà gradualment i irregular a la resta d'Ibèria.
En la fase B d'aquesta civilització, l'enterrament en pithoi (pots grans) es fa més freqüent. Una altra vegada aquest costum (que mai arribà més enllà de la circumferència argàrica) sembla que vingui de Grècia, on s'utilitzava des de vers el 2000 aC.

## Perfil genètic
De les restes analitzades de 36 individus masculins trobats en els jaciments de La Almoloya i La Bastida, 35 van ser assignats al haplogrup del cromosoma-Y R1b-M269 (la posició exacta en l'arbre filogenètic va poder ser resolta en 14 individus, portadors de la variant derivada P312, mentre que 18 individus portaven la subvariant derivada Z195), únicament un individu pertanyia a un altre haoplogrup, E1b-L618. La Cultura de l'Argar probablement es va formar a partir de la fusió de nous grups arribats del centre-nord peninsular (sent els que haurien portat el llinatge predominant de cromosoma Y) i grups locals del calcolític que van diferir d'altres regions peninsulars per portar un component similar al Neolític iraní (similar al trobat en antigues poblacions del centre i est mediterrani). Els components distals serien ~60% agricultor anatoli, ~25% recol·lector-caçador occidental, ~15% Yamnaya. Alguns trets fenotípics serien: una quasi absoluta majoria d'ulls marrons, la pell pàlida seria majoritaria, i el cabell castany seria més habitual que el fosc.

## Poblats
Vivien en poblats tots semblants i feien servir els mateixos objectes i tècniques que altres cultures de l'època, de les quals es diferenciaven en els enterraments (altres cultures enterraven en coves o megàlits), en les formes de la ceràmica i quantitat i qualitat dels objectes (de coure i de bronze i també de plata i or), més abundants i perfectes entre la gent del Argar. Els seus objectes es van estendre a tota la península Ibèrica excepte a la zona pirenaica i cornisa Cantàbrica, i la part més occidental. El seu moment àlgid se situa cap al 1350 aC, coincidint amb la importació d'objectes d'Egipte.

## Arqueologia
Va rebre el nom del poble almerienc del Argar, que fou excavat per Luis Siret, al final del segle xix.

## Cultures relacionades
- Los Millares: la cultura antecessora.
- Bronze de llevant: estès pel País Valencià: amb ciutats més petites, però molt similars al Argar.
- Motillas (La Mancha): que sembla un mena de marca militar d'aquestes poblacions protoibèriques.
- Cogotas: cultura influïda per el Argar.
- Bronze ibèric del sud-oest.
- Micenes: alguns intercanvis culturals a través de la Mediterrània són molt clars, com que els argàrics adoptin un sistema funerari grec (enterraments individuals, primer en cista i després en pithos), mentre que els grecs també importen els tholos ibèrics per al mateix propòsit.